# Czernikowo (gemeente)

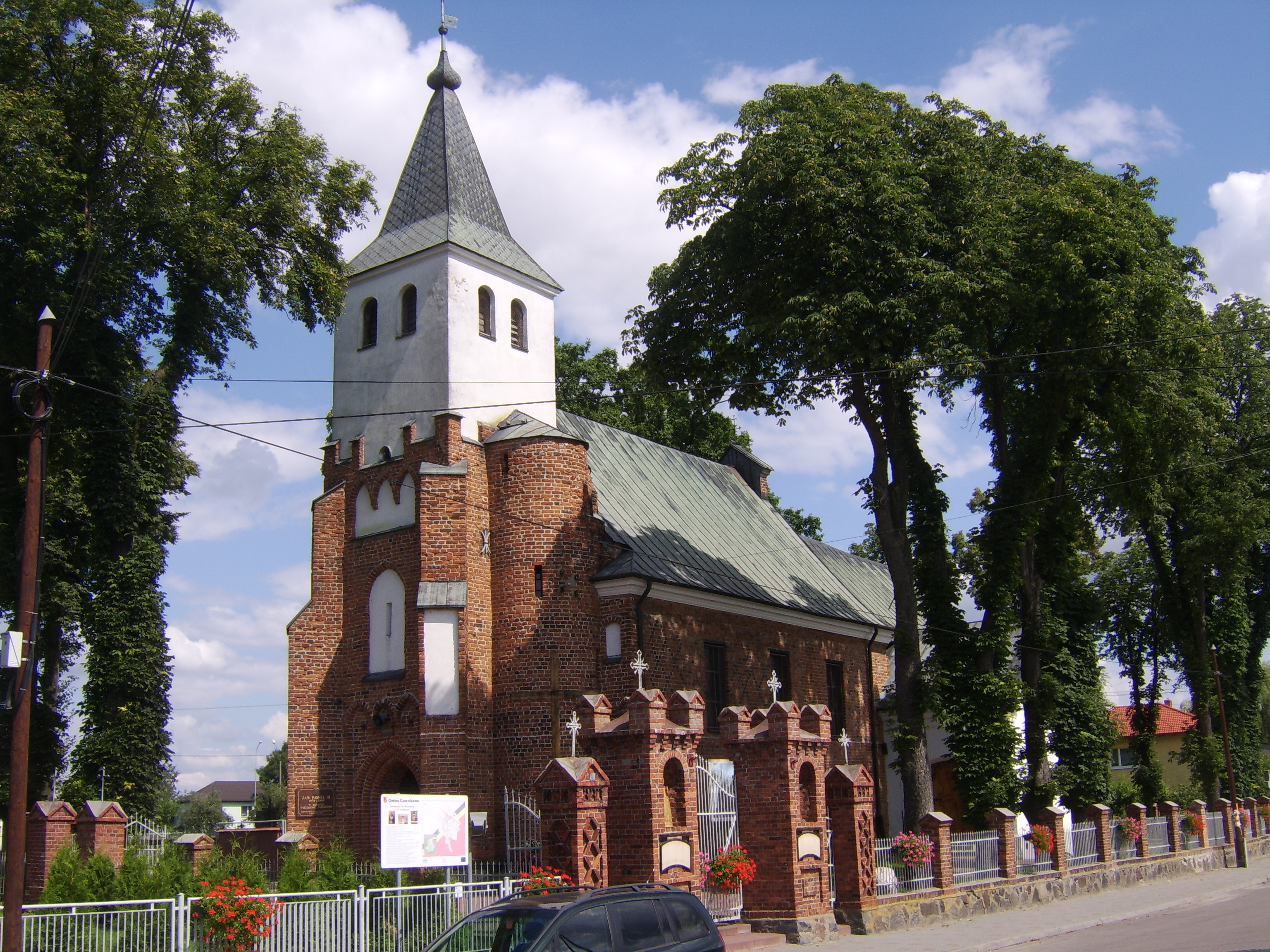
Kerk

De gemeente Czernikowo is een landgemeente in het Poolse woiwodschap Koejavië-Pommeren, in powiat Toruński.
De zetel van de gemeente is in Czernikowo.
In 2005 telde de gemeente 8595 inwoners.

## Oppervlakte gegevens
In 2002 bedroeg de totale oppervlakte van gemeente Czernikowo 169,37 km², waarvan:
- agrarisch gebied: 46%
- bossen: 44%

De gemeente beslaat 13,77% van de totale oppervlakte van de powiat.

## Demografie
Stand op 30 juni 2004:
| Omschrijving                   | Totaal | Totaal | Vrouwen | Vrouwen | Mannen | Mannen |
| ------------------------------ | ------ | ------ | ------- | ------- | ------ | ------ |
| eenheid                        | aantal | %      | aantal  | %       | aantal | %      |
| inwoners                       | 8260   | 100    | 4236    | 51,3    | 4024   | 48,7   |
| bevolkingsdichtheid (inw./km²) | 48,8   | 48,8   | 25      | 25      | 23,8   | 23,8   |

In 2002 bedroeg het gemiddelde inkomen per inwoner 1461,02 zł.

## Administratieve plaatsen (sołectwo)
- Czernikowo
- Czernikówko
- Jackowo
- Kiełpiny
- Kijaszkowo
- Liciszewy
- Makowiska
- Mazowsze
- Osówka
- Mazowsze-Parcele
- Pokrzywno
- Skwirynowo
- Steklin
- Steklinek
- Witowąż
- Zimny Zdrój
- Wygoda

## Aangrenzende gemeenten
Bobrowniki, Ciechocin, Ciechocinek, Kikół, Lipno, Nieszawa, Obrowo, Raciążek, Zbójno